# Pandemonium (gruppo musicale)
I Pandemonium sono un gruppo musicale e teatrale italiano formato nel 1976.

## Storia
Il Laboratorio Pandemonium nasce nel 1976 alla RCA Italiana con l'idea di mettere insieme in una sorta di coabitazione dei nuovi talenti emergenti in Italia (attori, cantanti, autori...) e creare una sorta di interazione artistica.
Gli artisti, fino a venti, erano seguiti da famosi autori ed arrangiatori quali Piero Pintucci e coreografi quali Franco Miseria. Dopo un paio di anni di "palestra" alcuni elementi del laboratorio cercano nuove strade e tra questi Dario Farina (autore dei maggiori successi dei Ricchi e Poveri negli anni ottanta e di altri artisti), Michele Paulicelli, autore di musical di grande successo (Forza venite gente), Giorgio Bettinelli, Amedeo Minghi,  cantautore e autore che insieme al gruppo incise L'immenso, suo primo successo.

I Pandemonium (a destra) accompagnano Rino Gaetano al Festival di Sanremo 1978 durante l'esecuzione di Gianna

Tra il 1978 e il 1979 i Pandemonium iniziano la collaborazione con due grandi artisti italiani: Gabriella Ferri e Gigi Proietti. L'ex laboratorio Pandemonium che sta prendendo pian piano i connotati di gruppo teatro-canzone, porta avanti prima con Gabriella Ferri un progetto televisivo, discografico e teatrale con lo spettacolo ...E adesso andiamo a incominciare. Successivamente con Gigi Proietti nasce una collaborazione discografica ed artistica con lo spettacolo scritto e diretto da Luigi Magni: La Commedia di Gaetanaccio, successo di pubblico e critica di Gigi Proietti.
Con la partecipazione al Festival di Sanremo del 1979 con un brano dissacrante e provocatorio dal titolo Tu fai schifo sempre, il gruppo teatro-canzone I Pandemonium ottiene una notevole popolarità e trova una precisa identità nel panorama artistico italiano. 
Il gruppo si è successivamente autogestito, affidando la leadership a Mariano Perrella e Gianni Mauro, autori di gran parte dei brani eseguiti.
Barista, Sexy Cola 1977 (autore Michele Paulicelli, ex componente del gruppo),Tu fai schifo sempre (Festival di Sanremo 1979), Fatte curà (Festival di Napoli 1981), La colpa è di Maria (Azzurro 1982), Canzone scartata (1ª classificata al Festival della Canzone Comica di Viareggio - Premio Burlamacco 1990) sono ritenuti i brani più rappresentativi del loro percorso musicale.
I Pandemonium hanno inciso, tra le altre cose, sotto gli pseudonimi Galaxy Group, Il Piccolo Coro di Lilly e Angelo e Gruppo Clown, diverse sigle di cartoni animati di successo tra cui Mazinga Z, Astroganga, I bon bon di Lilly e Piccola Lulu.
Alternando tra musica e teatro la propria attività hanno collaborato anche con Renato Rascel, Gino Bramieri, Pippo Franco e altri.
Nel 1998 vincono il Premio Quartetto Cetra per i gruppi vocali nel settore Cabaret musicale. La critica li considera come i naturali eredi del Quartetto Cetra.

## Formazione

### Formazione attuale
- Gianna Carlotta
- Gianni Mauro
- Mariano Perrella
- Annarita Pirastu
- Patrizia Tapparelli

### Ex componenti
- Dario Farina
- Giorgio Bettinelli
- Amedeo Minghi
- Claudia Arvati
- Angelo Giordano
- Elga Paoli
- Michele Paulicelli
- Enzo Polito
- Angiolina Campanelli
- Carmen D'Amelio

## Discografia parziale

### Album
Come Pandemonium
- 1976 – Pandemonium 1
- 1977 – Pandemonium 2
- 1985 – A modo nostro
- 1987 – Separé
- 1990 – Non ci rimane che buttarci a mare
- 1995 – 20 anni di clamorosi insuccessi
- 1997 – Ma che musica è
- 2000 – I più grandi successi

In collaborazione
- 1977 – Qui lo dico e qui lo nego (con Franco Franchi)
- 1977 – ...E adesso andiamo a incominciare (con Gabriella Ferri)
- 1978 – Commedia di Gaetanaccio (con Gigi Proietti)
- 1979 –  In bocca all'ufo (con Renato Rascel)

### Singoli
Come Pandemonium
- 1976 – Sicura/La strada
- 1976 - L’Immenso/L’Isola
- 1979 – Tu fai schifo sempre/Lui non lo sa
- 1980 – Quando la banda va/Pronto emergenza
- 1981 – Fatte curà/Il vecchietto zumpappà
- 1983 – La colpa è di Maria/Nina
- 1986 – Morena
- 1990 – Canzone scartata

Come Galaxy Group
- 1979 – Mazinga Z/Figli di Giove
- 1980 – Astroganga/Maya

Come Angelo e il gruppo clown
- 1980 – Piccola Lulù/Tubby
- 1981 – Il Gioco Degli Amori/Voglio Giocare[4][5]

Come Il Piccolo Coro di Lilly
- 1981 – I bon bon di Lilly/Toto

In collaborazione
- 1976 – Sandokan/Sweet Lady Blue, Oliver Onions con Pandemonium (cori)
- 1977 –  Libera/Sognare è vita, Mia Martini e i Pandemonium
- 1978 – Gianna/Visto che mi vuoi lasciare, Rino Gaetano e i Pandemonium

## Teatro
- Siamo i fratelli e le sorelle d'Italia, regia di Mariano Perrella (1989-1990)
- Operetta che passione, regia di Romolo Siena (1996)
- 20 anni di clamorosi insuccessi, regia di Mariano Perrella (1996-1997)
- Festa di compleanno, regia di Mariano Perrella (1997)
- Sorrisi e canzoni, regia di Claudio Insegno (1998)
- Barboni e cartoni, regia di Silvio Giordani (1998-1999)
- In un vecchio palco della scala, regia di Giorgio Calabrese (2000)
- Se lui non si fosse distratto, regia di Pippo Franco (2001)
- I cantautori, regia di Fabio Gravina (2002\03)
- Il suo nome era... il signor G, regia di Mariano Perrella (2004)
- Il Gobbo delle nostre dame, regia di Pippo Franco (2004-2005)
- Il cielo è sempre più blu, regia di Mariano Perrella (2005)
- Metti una sera con... I Pandemonium, regia di Mariano Perrella (2006-2007)
- Genova per noi , regia di Mariano Perrella (2007-2008)
- Memorie di un impresario, regia di Carlo Molfese (2010)
- Avanzi di Balera, regia di Paola Tiziana Cruciani (2011)
- Terroni, regia di Roberto D'Alessandro (2012)